# Heng:garæ
Heng:garæ (kor. 헹가래) – siódmy minialbum południowokoreańskiej grupy Seventeen, wydany 22 czerwca 2020 roku przez Pledis Entertainment i dystrybuowany przez Genie Music i Stone Music Entertainment. Płytę promował singel „Left & Right”.
Minialbum ukazał się w czterech edycjach fizycznych („Hana”, „Dul”, „Set”, „Net”) i jednej cyfrowej. Sprzedał się w nakładzie 1 425 939 egzemplarzy w Korei Południowej (stan na wrzesień 2021). Zdobył certyfikat Million w kategorii albumów.

## Lista utworów
| CD | CD                                          | CD                                         | CD                                               | CD                                                   | CD      |
| Nr | Tytuł utworu                                | Tekst                                      | Kompozycja                                       | Aranżacja                                            | Długość |
| -- | ------------------------------------------- | ------------------------------------------ | ------------------------------------------------ | ---------------------------------------------------- | ------- |
| 1. | „Fearless”                                  | Woozi, Bumzu, Vernon                       | Woozi, Bumzu, Simon Petren                       | Bumzu, Simon Petren                                  | 3:14    |
| 2. | „Left & Right”                              | Woozi, Bumzu, Vernon                       | Woozi, Bumzu, Vernon                             | Bumzu                                                | 3:21    |
| 3. | „Johgessda” (kor. 좋겠다, ang. I Wish)      | Woozi, Bumzu, Hwanghyun (MonoTree), Wonwoo | Woozi, Bumzu, Hwanghyun (MonoTree)               | Hwanghyun (MonoTree)                                 | 3:53    |
| 4. | „My My”                                     | Woozi, Bumzu, Vernon, S.Coups              | Woozi, Bumzu, Vernon                             | Bumzu, Woozi, Park Ki-tae (PRISMFILTER)              | 3:05    |
| 5. | „Eoreun ai” (kor. 어른 아이, ang. Kidult)   | S.Coups, Woozi, Bumzu, Vernon              | Woozi, S.Coups, Bumzu, Park Ki-tae (PRISMFILTER) | Park Ki-tae (PRISMFILTER)                            | 3:12    |
| 6. | „Gati gayo” (kor. 같이 가요, ang. Together) | Woozi, Bumzu, S.Coups, Hoshi, Mingyu       | Woozi, Bumzu, Park Ki-tae (PRISMFILTER)          | Bumzu, Park Ki-tae (PRISMFILTER), Nmore(PRISMFILTER) | 4:04    |

## Notowania
| Lista                     | Pozycja |
| ------------------------- | ------- |
| Gaon Weekly Album Chart   | 1       |
| Oricon Weekly Album Chart | 1       |
| Oricon Yearly Album Chart | 3       |
| Billboard World Albums    | 14      |
| Five Music (Tajwan)       | 1       |